# Lycosa separata
Lycosa separata este o specie de păianjeni din genul Lycosa, familia Lycosidae. A fost descrisă pentru prima dată de Roewer, 1960.
Este endemică în Mozambic. Conform Catalogue of Life specia Lycosa separata nu are subspecii cunoscute.